# عظم دمعي
العظم الدمعي (بالإنجليزية: Lacrimal bone)‏ هو أصغر عظام الوجه مُستطيل الشكل وأكثرها قابلية للكسر، يشغل الجزء الأمامي من الجدار الأنسي للحجاج. يوصف للعظم الدمعي وجهان وأربع حواف.

## التشريح
- الواجهة الخارجية:
- الواجهة الداخلية:
- الحافة العلوية: تتصل مع عظم جبهي.
- الحافة السفلية: تتصل مع الفك العلوي.
- الحافة الأمامية: تتصل مع النتوء الجبهي للفك العلوي.
- الحافة الخلفية: تتصل مع تجويف العظم الغربالي.

## صور

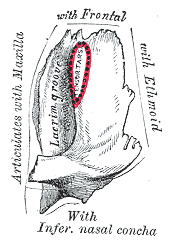
Left lacrimal bone. Orbital surface. Enlarged
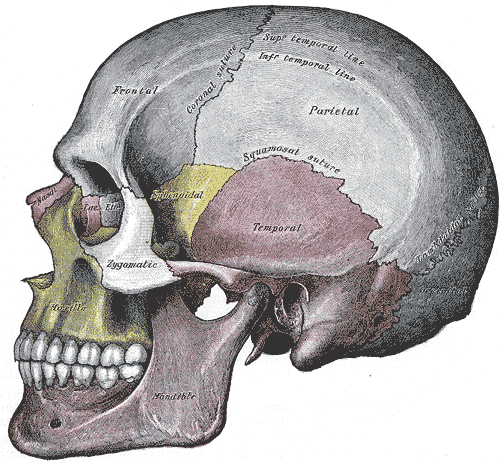
Side view of the skull.
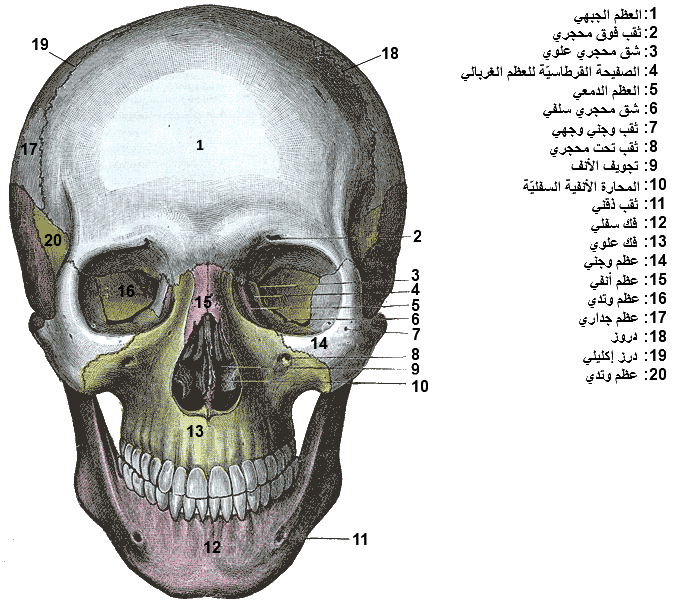
The skull from the front.
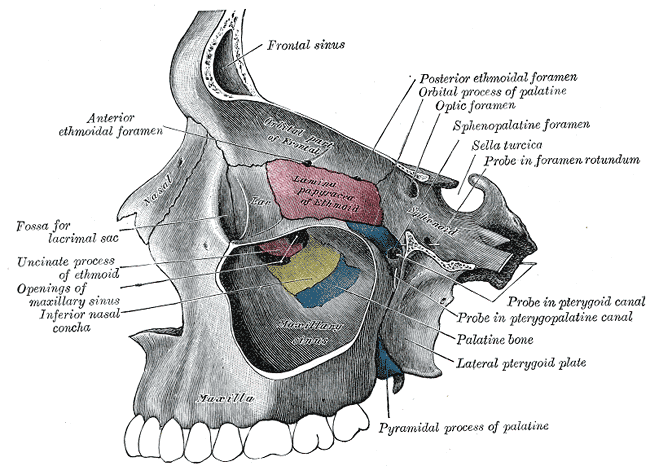
Medial wall of left orbit.
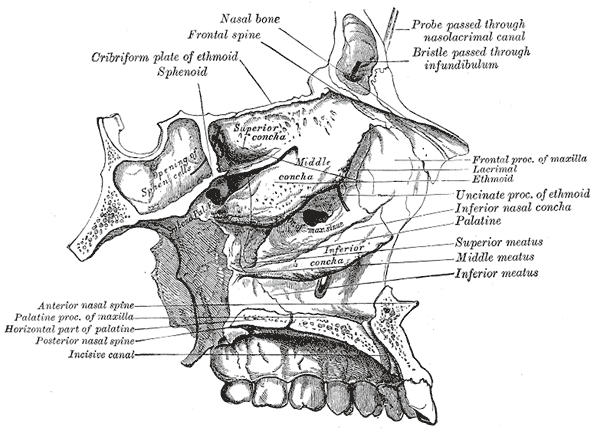
Roof, floor, and lateral wall of left nasal cavity.